# Cours Grandval
Le cours Grandval est une des deux grandes artères historiques du centre-ville d'Ajaccio.

## Situation et accès
Il est orienté est/ouest. Vers l'est, il prolonge l'avenue de Paris, qui le relie à la Vieille Ville et à la place Foch. Vers l'ouest, il est continué par l'avenue du Général-Leclerc, en direction du monument commémoratif de Napoléon Ier et du Casone. Il est bordé d'arbres des deux côtés (platanes et palmiers) et traverse un quartier résidentiel. Il est longé du côté sud par les bâtiments du lycée Fesch.

## Origine du nom
Le cours Grandval a reçu ce nom en 1862 pour honorer Joseph Grandval, un filleul de Letizia Bonaparte, enrichi dans l'industrie du sucre, bienfaiteur de la ville.

## Bâtiments remarquables et lieux de mémoire
- No 5 : le lycée Fesch

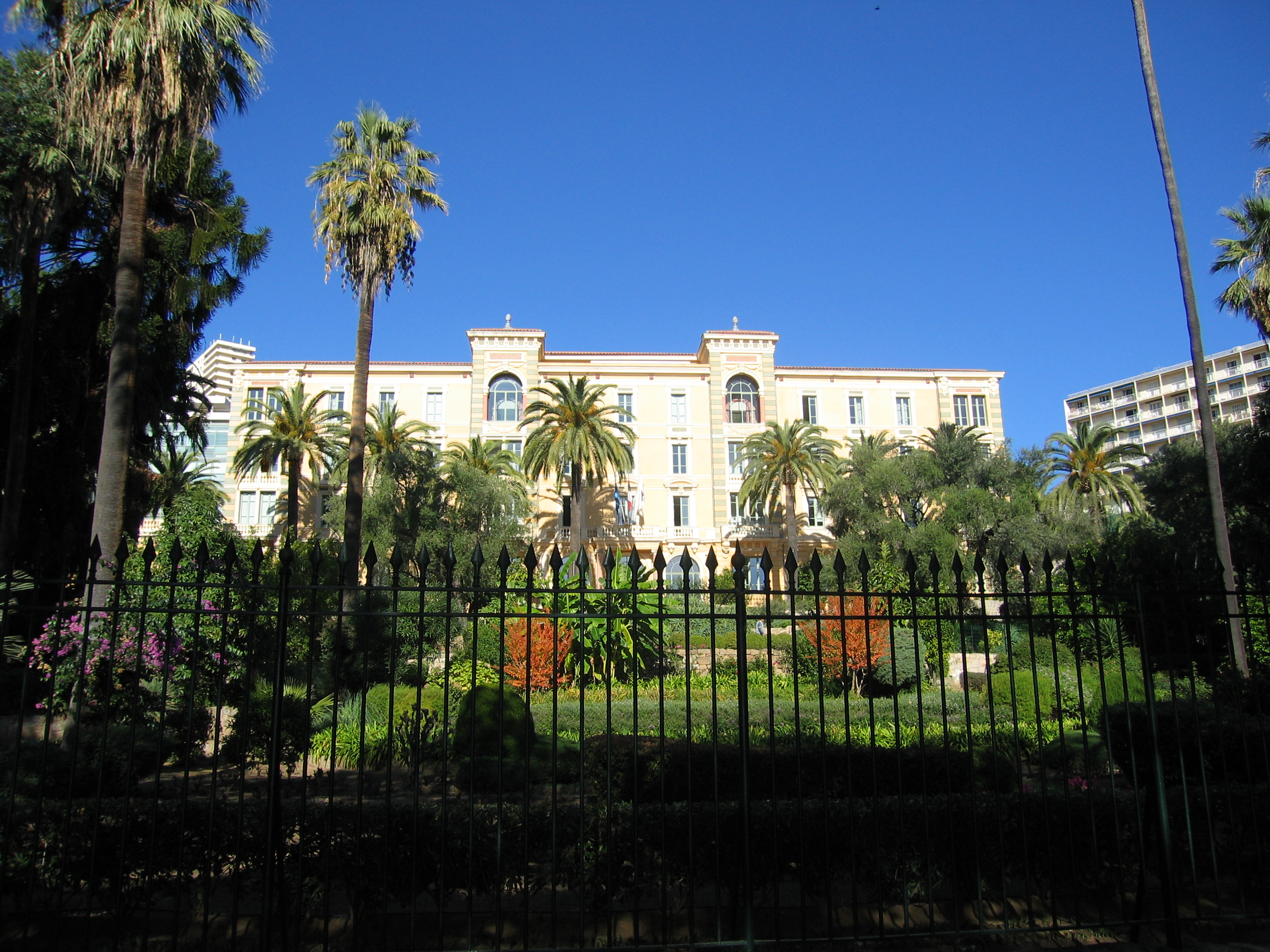
Le siège de la collectivité de Corse

- No 22 : le siège de la collectivité de Corse est installé dans l'ancien Grand Hôtel d'Ajaccio et Continental, construit par Barthélémy Maglioli et inauguré en 1894 pour accueillir de riches aristocrates en villégiature durant l'hiver[2] ; de cette époque, le quartier a gardé le nom de quartier des Étrangers.